# والریا ۶۱۱

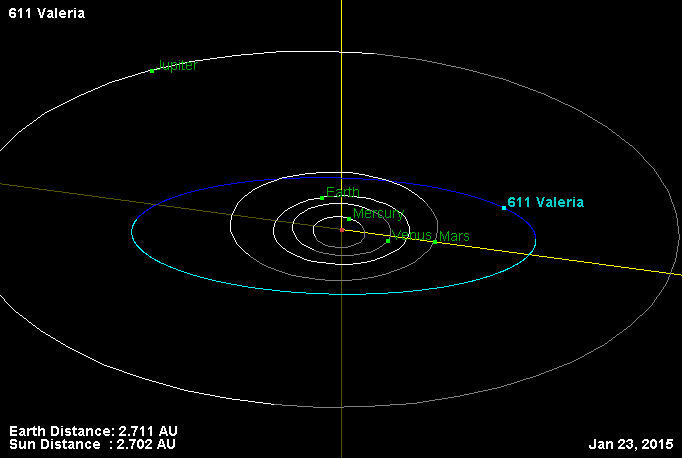
نمایی از محل قرارگیری سیارک والریا ۶۱۱ در مدار – ۲۰۱۵

سیارک ۶۱۱ (به انگلیسی: 611 Valeria، نامگذاری:1906VL) ششصد و یازدهمین سیارک کشف شده‌است که در ۲۴ سپتامبر ۱۹۰۶ کشف شد.
قدر مطلق سیارک برابر ۹٫۱۹ است.